# Hanneli Goslar
Hannah Elisabeth Pick-Goslar (nacida como Hannah Elisabeth Goslar; Berlín, República de Weimar, 12 de noviembre de 1928-Jerusalén, 28 de octubre de 2022) fue una enfermera israelí, sobreviviente del campo de concentración de Bergen-Belsen.  Fue condecorada con la Orden del Mérito del Estado federal de Brandeburgo por sus aportes a la memoria del holocausto nazi, cuya historia ha sido documentada en varios libros y películas en diferentes idiomas. Aparece repetidamente en el Diario de Ana Frank con el nombre de Lies Goslar.

## Biografía
Era la hija mayor de los judíos alemanes Ruth Judith Klee, maestra, y de Hans Goslar, escritor, periodista y viceministro de Relaciones Exteriores.
En 1933, después de la elección de Adolf Hitler y el ascenso del partido nazi a la Cancillería del Reich, Hans Goslar fue obligado a renunciar a su cargo gubernamental —había sido ministro delegado para Relaciones Interiores en Alemania — y su madre era maestra. Después de un fallido intento de emigrar al Reino Unido, en donde Hans Goslar no pudo encontrar un trabajo que le permitiera estar en su hogar en los shabat, la familia Goslar se mudó a Ámsterdam (Países Bajos) en 1933.
Posteriormente fue conocida por su amistad con Ana Frank, a quien conoció en 1933 cuando la familia Goslar se instaló en el edificio vecino a la vivienda de la familia Frank en Merwedeplein. Ambas asistieron juntas desde el jardín de infantes a la Sexta Escuela Pública María Montessori (ahora la Escuela Ana Frank) en Ámsterdam y luego al Liceo Judío. También fueron muy buenas amigas de Susanne Ledermann, conocida como 'Sanne', quien vivió en la misma área pero asistía a otra escuela, y posteriormente de Ilse Wagner y de Jacqueline van Maarsen.
La familia de Goslar logró salvarse durante un tiempo de la deportación gracias a la adquisición pasaportes falsos paraguayos y a que su padre era un destacado sionista. Sin embargo, el 20 de junio de 1943 se realizó una gran redada en el sector meridional de Ámsterdam. Goslar fue arrestada por la Gestapo junto a su padre, hermana y abuelos maternos, Alfred Klee y Therese Stargardt, con quienes fue deportada al campo de tránsito de Westerbork en junio de 1943 y desde ahí al campo de concentración de Bergen-Belsen el 15 de febrero de 1944. Allí, en 1945, volvió a encontrar a Ana, quien había sido transferida a Belsen desde el campo de exterminio de Auschwitz. Hannah Goslar contó que se lavaban el cabello con el agua tibia y marrón que se suponía que era café porque era la única agua tibia que podían conseguir. Ana Frank falleció poco después. Hannah Goslar y su hermana sobrevivieron a los campos de concentración, las únicas que lo lograron en su familia. Hannah fue liberada por los rusos y regresó en julio de 1945 a Ámsterdam, donde se reencontró con Otto Heinrich Frank. Emigró a Palestina en 1947. En Jerusalén, estudió enfermería infantil. Se casó con el doctor Walter Pinchas Pick; tuvieron tres hijos y diez nietos.
Con reiteración aparece en diferentes entradas del Diario de Ana Frank con el nombre de Lies Goslar, donde se la describe de carácter tímido o se relata la situación del cambio de escuela de ambas.
En 2018 fue homenajeada públicamente en su 90.° cumpleaños por el primer ministro de Brandeburgo, Dietmar Woidke. Falleció a los noventa y tres años, el 28 de octubre de 2022.

## Reconocimientos
En abril de 2007 fue condecorada con la Orden del Mérito del Estado federado de Brandeburgo.

## Legado
Su historia personal fue documentada en varios libros y películas en diferentes idiomas. En 1988, el documental Laatste Zeven Maanden van Anne Frank (Los últimos siete meses de Ana Frank), en el que también aparece Goslar, ganó el premio Emmy. Asimismo formó parte de los documentales de 1995 Recordando a Ana Frank y Classmates of Anne Frank (Compañeros de clase de Ana Frank), y del documental del National Geographic Channel, Los últimos días de Ana Frank.
En 1997, se publicó el libro Memories of Anne Frank, Reflections of a Childhood Friend de la autora Alison Leslie Gold, que se basó en entrevistas realizadas a Goslar. En 2009, se estrenó la película Mi Ricordo Anna Frank, creada por el director italiano Alberto Negrín a partir del libro de Gold, que contaba con banda sonora de Ennio Morricone y fue nominada a un Premio David di Donatello. Dos años después, se publicó el libro de Theo Coster We All Wore Stars: Memories of Anne Frank from Her Classmates, basado en el documental de 1995 Classmates of Anne Frank.
En 2022, se estrenó en la plataforma Netflix la película My Best Friend Anne Frank, del director Ben Sombogaart, que narra la experiencia de Goslar en los campos de concentración nazis además de mostrar su relación con Ana Frank.